# Tekkaman
Tekkaman (宇宙の騎士テッカマン, Uchū no Kishi Tekkaman) est un anime produit par Tatsunoko Production sorti en 1975. La série Tekkaman Blade sortie en 1992 lui fait suite.

## Jeux vidéo
Les personnages de Tekkaman apparaissent dans les jeux de combat Tatsunoko Fight et Tatsunoko vs. Capcom: Ultimate All-Stars en tant que combattants jouables.